# Последний лимузин
«Последний лимузин» — полнометражный документальный фильм режиссёра Дарьи Хлёсткиной о производстве правительственных лимузинов на Заводе имени Лихачёва в 2013 году.

## Сюжет
Фильм рассказывает о буднях рабочих нескольких цехов умирающего завода имени Лихачёва. Впервые за 20 лет опытные рабочие, проработавшие на заводе не один десяток лет, получили заказ от Министерства обороны РФ на три лимузина для участия в параде Победы, и построить их надо в сжатые сроки. В то же время параллельно ведётся медленное уничтожение завода.

## Награды
- Признан лучшим документальным фильмом на Артдокфесте-2013.
- Лауреат национальной премии «Лавровая ветвь» в номинации «Лучший кинофильм» — 2013.
- В 2014 году фильм «Последний лимузин» получил приз на фестивале Андрея Тарковского «Зеркало»[2].